# Mike Einziger
Michael Einziger (Los Ángeles, California, 21 de junio de 1977) es un músico y productor estadounidense, conocido principalmente por ser el guitarrista de la banda Incubus. Destaca por su uso de los pedales de efectos, característica de su forma de tocar desde el principio de su carrera. Es multinstrumentista, ya que además de la guitarra toca el mellotron, el piano, sintetizadores, samplers y compone piezas orquestales.
En 2002 la revista Guitar Top lo colocó en el puesto 41 de su lista de los 100 mejores guitarristas.

## Carrera musical

### Incubus
Conoció al cantante del grupo Brandon Boyd en el colegio y junto con el baterista José Pasillas decidieron crear el conjunto, al que aportó un estilo profundamente marcado y propio en el que destaca el uso de efectos (como eDelay y ePhaser), y también compone junto con Boyd.
A principios de 2007 sufrió la enfermedad del síndrome del túnel carpiano, algo que se encuentra dentro de las posibles «enfermedades de guitarristas», se canceló la gira y tras la operación y rehabilitación siguió con el tour Light Grenades.

### Time Lapse Consortium
Es el proyecto que creó el mismo Einziger y con el que únicamente dio conciertos y saco a la venta un disco con una cortísima tirada de 10 000 ejemplares. Para ello contó con José Pasillas, Brandon Boyd en una canción, y con el que posteriormente sería bajista de incubus sustituyendo a Dirk Lance, Ben Kenney, guitarrista de The Roots.

### Otros
Es compositor de piezas orquestales y ha creado asimismo música para documentales de surf entre otros.
En abril de 2024, colaboró en la canción «Bestie» coescrita junto al grupo japonés Band-Maid.
Ha colaborado en la composición de las canciones Wake Me Up del Avicii y Lovers on the Sun, de David Guetta.

### Estudios en Harvard
Einziger ha estudiado historia y filosofía de la física con el físico/historiador, Dr. Peter Galison. Tiene un profundo interés en las ciencias físicas. En 2008 contribuyó con un artículo sobre el tema de la evolución humana con la figura de la biología evolucionista y profesor de la Universidad de Brown el Dr. Kenneth Miller. El 17 de junio de 2008 Einziger hizo un tour personal por el Large Hadron Collider en el CERN de Ginebra, Suiza, con el físico británico Dr. Brian Cox. Durante esa visita, Einziger invitó al Dr. Cox aparecer como ponente en su concierto de End.> vacuum después del final de este.

## Influencias Musicales
Entre sus principales influencias ha mencionado a guitarristas como Jimmy Page, Jimi Hendrix, John Frusciante, Steve Vai, y Frank Zappa. Afirma «estar enamorado» de la voz de Björk. También fue fuertemente influenciado por la música de Black Sabbath y Metallica.

## Equipo

### Guitarras
En la época de los álbumes Make Yourself, Science y hasta Morning view, salía a escena con guitarras PRS, concretamente la Archtop. Con el siguiente disco apareció con guitarras Fender, habitualmente con el modelo jaguar a jazzmaster, que siguió con ellas hasta la mitad de la gira 2007, cuando fichó por Gibson y apareció con la SG junior.
En el video de «Adolescents» se le apreció con su PRS custom.
Para la gira del último disco If Not Now When? (INNW) se le vio con guitarras Fender Telecaster Thinline. Actualmente utiliza guitarras MusicMan Albert Lee HH, guitarra que le recomendó el bajista de la banda Ben Kenney y regaladas por Ernie Ball.

### Efectos
(No necesariamente en orden):
- Electrix Filter Factory

- Dos Boss PH-2 Phasers

- DOD FX-13 Gonkulator (Es uno de los pocos que lo utiliza, es un modulador de timbre con distorsión, solo basta escuchar Glass, Pendulous Threads)

- Boss OC-2 Octavador

- Hughes & Kettner Rotosphere

- Boss TU-2 Tuner

- MXR Phase 90 Phaser EVH

- DOD FX-25 Envelope Filter

- Boss CS-3 Compressor

- Dunlop Cry Baby Wah

- Danelectro Reel Echo (usualmente lo usa para un sonido similar a de una gran interferencia, se escucha en los solos de «Paper Shoes», «Pistola», «Pendulous Threads», «Earth to Bella»)

- Boss RV-3 Reverb Delay

- Boss GE-7 Ecualizador

- DOD 250 Preamp

- DigiTech Tone-Driver

- Electro-Harmonix Memory Man

- Caja A/B

- Electro-Harmonix Micro POG

- Electro-Harmonix Holy Grail Nano

### Amplificadores
- Vox AC30
- Marshall Plexi Lead 100
- Marshall JCM 800
- Mesa/Boogie Tremoverb
- Fender G-DEC Junior Carbon 15W 1x8 Guitar Combo (este lo usa para practicar en privadoo)

Actualmente utiliza un par de Mesa/Boogie Tremoverb Combo 2x212 color crema, color customizado pedido por él, con dos gabinetes adicionales (donde uno tiene inscrito el lema de su alma mater, Harvard, VERITAS): Uno en canal limpio y el otro en su canal High-Gain.
- Datos: Q860068
- Multimedia: Mike Einziger / Q860068